# Bohdan Kos

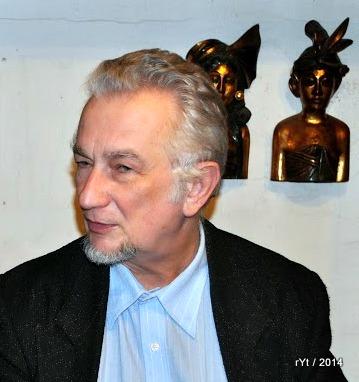
Bohdan Kos, vor 2015

Bohdan Kos (geboren am 6. Mai 1941 in Wołomin) ist ein polnischer Lyriker, Philosoph, Herausgeber und Physiker.
Er absolvierte das Breslauer Politechnikum am Institut für Elektronik. 1988 promovierte er am Politechnikum Warschau. Während des Studiums in Breslau gründete er zusammen mit Ryszard Turkiewicz die Künstlergruppe „Hermetoza“. Nach seiner Hochzeit mit Ninel Kameraz zog er nach Warschau. Er hat zwei Söhne; Łukasz Kos ist Theaterregisseur, Mateusz Kos ist Rabbiner.
In den 1980er Jahren arbeitete er beim Verlag „LOS“. 1991 gründeten er und Iwona Arkuszewska die Stiftung und den Verlag TIKKUN, der sich auf die Herausgabe von Lyrik, Kunstgeschichte und Judaistik spezialisierte.

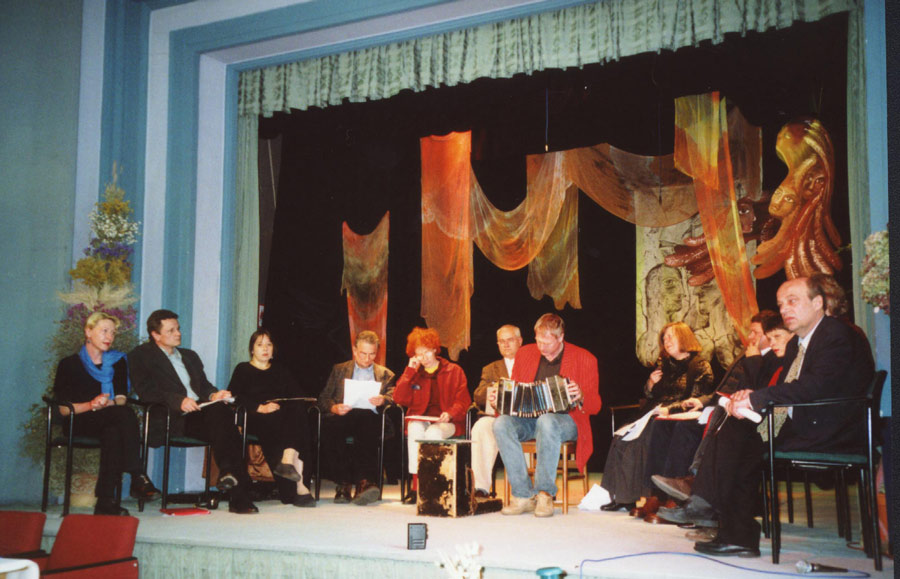
Bohdan Kos, 4.v.l., Orpheus-Gruppe in Zgorzelec

Zusammen mit Wojciech Brojer und Jan Doktór übersetzte und veröffentlichte er die Kabbalah (Sefer Jezira oder Buch der Schöpfung, Warschau 1995). Kos ist der Autor mystischer Schriften und des Polnischen Wörterbuchs der Judaistik. Kos nahm am deutsch-polnischen Lyrikertreffen Orfeus/Orfeusz in Breslau und Bad Muskau teil. Einige Gedichte wurden von Dieter Kalka innerhalb der Orpheus-Autorengruppe ins Deutsche übersetzt.

## Werke

### Lyrik
- Podróż złudna (1992)
- Atrament (2007)[6].